# Linus Sandgren
Linus Sandgren (Stockholm, 5 december 1972) is een Zweedse cameraman (director of photography). In 2017 won hij met La La Land (2016) de Oscar voor beste camerawerk.

## Biografie
Linus Sandgren studeerde in Zweden aan Berghs School of Communication en begon als cameraman met het filmen van videoclips en reclamespots. Hij werkte onder meer mee aan enkele videoclips van de Zweedse hiphopartiest Petter.
Begin jaren 2000 ging hij als assistent-cameraman, en later als director of photography, aan de slag in de Zweedse televisie- en filmindustrie. In 2005 verzorgde hij het camerawerk van de fantasythriller Storm van regisseur Måns Mårlind, met wie hij eerder ook al samengewerkt had aan de serie Spung. In 2010 werkten de twee samen aan de Amerikaanse thriller Shelter.
In 2012 filmde hij Gus Van Sants dramafilm Promised Land. Een jaar later was hij als director of photography ook betrokken bij David O. Russells misdaadfilm American Hustle. Nadien werkte hij met Russell ook samen aan Joy (2015).
In 2017 werd Sandgren voor zijn camerawerk in de musicalfilm La La Land bekroond met een Oscar.

## Prijzen en nominaties
| Prijs         | Categorie        | Film              | Resultaat |
| ------------- | ---------------- | ----------------- | --------- |
| Academy Award | Beste camerawerk | La La Land (2016) | Gewonnen  |
| BAFTA Award   | Beste camerawerk | La La Land (2016) | Gewonnen  |

## Filmografie
- Alla bara försvinner (2004) (documentaire)
- Storm (2005)
- Shelter (2010)
- Lycka till och ta hand om varandra (2012)
- Promised Land (2012)
- American Hustle (2013)
- The Hundred-Foot Journey (2014)
- Joy (2015)
- La La Land (2016)
- Battle of the Sexes (2017)
- First Man (2018)
- The Nutcracker and the Four Realms (2018)
- No Time to Die (2021)